# تومویا اینوکای
تومویا اینوکای (به انگلیسی: Tomoya Inukai) بازیکن فوتبال اهل ژاپن و عضو باشگاه فوتبال کاشیما آنتلرز است.